# Arctosa keumjeungsana
Arctosa keumjeungsana är en spindelart som beskrevs av Paik 1994. Arctosa keumjeungsana ingår i släktet Arctosa och familjen vargspindlar. Inga underarter finns listade i Catalogue of Life.